# František Josef Lothar Silva-Tarouca
František Josef I. Lothar Silva-Tarouca (německy Franz Joseph Lothar von Silva-Tarouca; 27. dubna 1773 Vídeň – 2. prosince 1835 Čechy pod Kosířem), někdy také označovaný jako František Josef I., byl rakouský šlechtic z rodu Silva-Tarouců portugalského původu.

## Život
Vzdal se vojenské kariéry a věnoval se celých 27 let zvelebování hospodaření na zadluženém rodovém majetku. Ve třicátých letech 19. století zahájil na zámku v Čechách pod Kosířem velkorysou přestavbu původní barokní zahrady v přírodně krajinářský anglický park.

## Rodina
Na zámku Zásmuky se 23. listopadu 1811 se oženil s hraběnkou Marií Leopoldinou ze Šternberka-Manderscheidu (1791–1870). Měli spolu sedm dětí.
- 1. František (23. 10. 1812 Čechy pod Kosířem – 19. 6. 1830 tamtéž)[2]
- 2. Augusta (23. 11. 1813 Čechy pod Kosířem –  7. 12. 1813 tamtéž)[2]
- 3. Ervín Vilém (17. 4. 1815 Čechy pod Kosířem – 22. 9. 1846 tamtéž), svobodný a bezdětný[2]
- 4. Bedřich (11. 12. 1816 Čechy pod Kosířem – 23. 6. 1881 Brno), katolický kněz[2]
- 5. August Alexander (14. 4. 1818 Čechy pod Kosířem – 24. 10. 1872 tamtéž), I. manž. 1847 Gisela ze Stolberg-Stolbergu (7. 5. 1824 Vyškovo – 19. 2. 1864 Čechy pod Kosířem), II. manž. 1865 hraběnka Ilona Kálnoky de Kőröspatak (2. 6. 1835 Letovice – 10. 8. 1931 Čechy pod Kosířem)[2]
- 6. Kristýna (9. 7. 1819 Čechy pod Kosířem – 26. 5. 1872 Sankt Florian), manž. 1849 hrabě Karl O'Hegerty (O'Hagerty; 18. 3. 1801 Dublin – 21. 12. 1882 Sankt Florian)[2]
- 7. Alois (16. 8. 1820 Čechy pod Kosířem – 2. 10. 1821 tamtéž)[2]